# Federico d'Assia-Kassel (1771-1845)
Federico d'Assia-Kassel (Gottorp, 24 maggio 1771 – Panker, 24 febbraio 1845) fu governatore generale della Norvegia (1810-1813) e dei ducati di Schleswig e Holstein (1836-1842).

## Biografia
Nato a Gottorp Federico era figlio del principe Carlo d'Assia-Kassel e di sua moglie, la principessa Luisa di Danimarca, a sua volta figlia di re Federico V di Danimarca. Era inoltre cognato di re Federico VI di Danimarca.
Federico iniziò giovanissimo la sua carriera militare nell'esercito danese. Colonnello nel 1778 e maggiore generale nel 1783, venne promosso tenente generale nel 1789. Comandò il reggimento della guardia reale dal 1795 al 1800, e dal 1800 al 1808, divenendo in seguito governatore di Rendsborg ed ispettore generale della fanteria per i ducati di Schleswig e Holstein. Nel 1808 venne nominato generale di fanteria. L'anno successivo, venne nominato comandante dell'armata danese di Zelandia e Scania, durante gli anni della guerra danese-svedese.
Nel luglio del 1809 il principe venne inviato di servizio in Norvegia. La ragione principale di questo suo trasferimento era dovuta al fatto che il governatore generale locale, il duca Carlo Augusto di Schleswig-Holstein-Sonderburg-Augustenburg, era stato sospettato di aver tradito la Danimarca e Federico VI di Danimarca al fine di essere adottato come erede al trono di Svezia. Federico venne quindi nominato comandante generale della parte meridionale del paese. Carlo Augusto lasciò la Norvegia e si trasferì in Svezia il 7 gennaio 1810, e Federico divenne vice governatore generale il 9 gennaio. Federico fu un governatore generale attivo durante il suo periodo di reggenza in Norvegia, e fu inoltre uno dei principali fautori della Società Reale Norvegese per lo Sviluppo. Re Federico VI di Danimarca lo sostituì poi col suo erede, Cristiano Federico, il quale assunse l'incarico il 23 maggio 1813, e Federico partì col suo aiutante di campo, Hans Henrik Rode.
Nel 1813–1814, il principe guidò il corpo ausiliario danese nel ducato di Holstein nell'ambito della guerra della sesta coalizione, nella quale la Danimarca-Norvegia combatté al fianco dei francesi. Il compito principale della sua armata era quello di assistere le forze del maresciallo Louis-Nicolas Davout. Quando la Francia venne sconfitta nella battaglia di Lipsia, il corpo d'armata di Federico dovette ritirarsi e nel dicembre del 1813 Federico guidò le sue truppe da Rostock a Rendsborg, impedendone l'annientamento. Guidò poi i suoi alla vittoria nella battaglia di Sehested del 10 dicembre 1813. Pianificò un attacco alle posizioni russe e svedesi nell'Holstein ma questo progetto venne abbandonato dopo la firma della pace tra Svezia e Danimarca-Norvegia col trattato di Kiel del 14 gennaio 1814.
Dal 1815 al 1818 il principe guidò il contingente danese nell'occupazione della Francia, assieme agli alleati europei. Tornato in patria, fu nuovamente nominato governatore generale della città di Rendsborg. Dal 1836 al 1842 fu governatore generale dei ducati di Schleswig e Holstein, succedendo a suo padre Carlo. Federico venne inoltre promosso feldmaresciallo di Danimarca. Nel 1801 era stato decorato con l'Ordine dell'Elefante e nel 1813 ottenne le insegne di gran commendatore dell'Ordine del Dannebrog. Trascorse gli ultimi anni nella residenza di famiglia a Panker, sul Baltico, dove morì nel febbraio del 1845.

## Matrimonio e discendenza
Il principe Federico sposò la nobildonna tedesca Clarelia Dorothea Klara von Brockdorff (già moglie divorziata del barone Andreas Pauli von Liliencron; 16 gennaio 1778 - 24 agosto 1836) in Norvegia il 21 maggio 1813. Dal momento che la nobildonna non apparteneva ad una casata reale, il matrimonio venne considerato morganatico e pertanto non poté condividere i titoli del marito.
Nel 1803, il principe Federico aveva già avuto un figlio dalla sua amante, Johanne Jansen, chiamato Christian Friederichsen (23 novembre 1803 - 29 agosto 1866), il quale venne ammesso nella nobiltà danese con patente del 23 ottobre 1819 e col cognome Løvenfeldt, divenendo in seguito maggiore dell'esercito e ciambellano reale.

## Ascendenza
|                            |                           |                                         | Genitori                                 |  |  | Nonni |  |  | Bisnonni                      |  |  | Trisnonni              |  |
|                            |                           |                                         |                                          |  |  |       |  |  | Guglielmo VIII d'Assia-Kassel |  |  | Carlo I d'Assia-Kassel |  |
|                            |                           |                                         |                                          |  |  |       |  |  | Guglielmo VIII d'Assia-Kassel |  |  | Carlo I d'Assia-Kassel |  |
|                            |                           | Amalia di Curlandia                     |                                          |  |  |       |  |  | Guglielmo VIII d'Assia-Kassel |  |  |                        |  |
| Federico II d'Assia-Kassel |                           |                                         |                                          |  |  |       |  |  | Guglielmo VIII d'Assia-Kassel |  |  |                        |  |
|                            |                           | Dorotea Guglielmina di Sassonia-Zeitz   | Maurizio Guglielmo di Sassonia-Zeitz     |  |  |       |  |  |                               |  |  |                        |  |
|                            |                           | Dorotea Guglielmina di Sassonia-Zeitz   | Maurizio Guglielmo di Sassonia-Zeitz     |  |  |       |  |  |                               |  |  |                        |  |
|                            |                           | Dorotea Guglielmina di Sassonia-Zeitz   | Maria Amalia di Brandeburgo              |  |  |       |  |  |                               |  |  |                        |  |
| Carlo d'Assia-Kassel       |                           | Dorotea Guglielmina di Sassonia-Zeitz   |                                          |  |  |       |  |  |                               |  |  |                        |  |
|                            |                           | Giorgio II di Gran Bretagna             | Giorgio I di Gran Bretagna               |  |  |       |  |  |                               |  |  |                        |  |
|                            |                           | Giorgio II di Gran Bretagna             | Giorgio I di Gran Bretagna               |  |  |       |  |  |                               |  |  |                        |  |
|                            |                           | Giorgio II di Gran Bretagna             | Sofia Dorotea di Celle                   |  |  |       |  |  |                               |  |  |                        |  |
| Maria di Hannover          |                           | Giorgio II di Gran Bretagna             |                                          |  |  |       |  |  |                               |  |  |                        |  |
|                            |                           | Carolina di Brandeburgo-Ansbach         | Giovanni Federico di Brandeburgo-Ansbach |  |  |       |  |  |                               |  |  |                        |  |
|                            |                           | Carolina di Brandeburgo-Ansbach         | Giovanni Federico di Brandeburgo-Ansbach |  |  |       |  |  |                               |  |  |                        |  |
|                            |                           | Carolina di Brandeburgo-Ansbach         | Eleonora Erdmuthe di Sassonia-Eisenach   |  |  |       |  |  |                               |  |  |                        |  |
| Federico d'Assia-Kassel    |                           | Carolina di Brandeburgo-Ansbach         |                                          |  |  |       |  |  |                               |  |  |                        |  |
|                            | Cristiano VI di Danimarca | Federico IV di Danimarca                |                                          |  |  |       |  |  |                               |  |  |                        |  |
|                            | Cristiano VI di Danimarca | Federico IV di Danimarca                |                                          |  |  |       |  |  |                               |  |  |                        |  |
|                            | Cristiano VI di Danimarca | Luisa di Meclemburgo-Güstrow            |                                          |  |  |       |  |  |                               |  |  |                        |  |
| Federico V di Danimarca    | Cristiano VI di Danimarca |                                         |                                          |  |  |       |  |  |                               |  |  |                        |  |
|                            |                           | Sofia Maddalena di Brandeburgo-Kulmbach | Cristiano Enrico di Brandeburgo-Kulmbach |  |  |       |  |  |                               |  |  |                        |  |
|                            |                           | Sofia Maddalena di Brandeburgo-Kulmbach | Cristiano Enrico di Brandeburgo-Kulmbach |  |  |       |  |  |                               |  |  |                        |  |
|                            |                           | Sofia Maddalena di Brandeburgo-Kulmbach | Sofia Cristiana di Wolfstein             |  |  |       |  |  |                               |  |  |                        |  |
| Luisa di Danimarca         |                           | Sofia Maddalena di Brandeburgo-Kulmbach |                                          |  |  |       |  |  |                               |  |  |                        |  |
|                            |                           | Giorgio II di Gran Bretagna             | Giorgio I di Gran Bretagna               |  |  |       |  |  |                               |  |  |                        |  |
|                            |                           | Giorgio II di Gran Bretagna             | Giorgio I di Gran Bretagna               |  |  |       |  |  |                               |  |  |                        |  |
|                            |                           | Giorgio II di Gran Bretagna             | Sofia Dorotea di Celle                   |  |  |       |  |  |                               |  |  |                        |  |
| Luisa di Hannover          |                           | Giorgio II di Gran Bretagna             |                                          |  |  |       |  |  |                               |  |  |                        |  |
|                            |                           | Carolina di Brandeburgo-Ansbach         | Giovanni Federico di Brandeburgo-Ansbach |  |  |       |  |  |                               |  |  |                        |  |
|                            |                           | Carolina di Brandeburgo-Ansbach         | Giovanni Federico di Brandeburgo-Ansbach |  |  |       |  |  |                               |  |  |                        |  |
|                            |                           | Carolina di Brandeburgo-Ansbach         | Eleonora Erdmuthe di Sassonia-Eisenach   |  |  |       |  |  |                               |  |  |                        |  |
|                            |                           | Carolina di Brandeburgo-Ansbach         |                                          |  |  |       |  |  |                               |  |  |                        |  |